# Хиллман, Джеймс
Дже́ймс Хи́ллман (англ. James Hillman; 12 апреля 1926 года, Атлантик-Сити, штат Нью-Джерси — 27 октября 2011 года, штат Коннектикут) — американский психолог. Учился и затем руководил исследованиями Института К. Г. Юнга в Цюрихе, основал движение архетипической психологии и ушёл в частную практику, писал и путешествовал, работал частным преподавателем до самой своей смерти в своём доме в Коннектикуте.

## Жизнь и работа
Джеймс был третьим ребёнком из четырёх Мадлен и Джулиан Хиллман. Он родился в Breakers Hotel, одном из отелей, которыми владел его отец. По собственным словам, имеет еврейскую и европейскую родословную. После окончания школы он учился в Школе дипломатической службы при Джорджтаунском университете в течение двух лет. Служил в ВМС США в корпусе больницы с 1944 по 1946 год, после чего отправился в Сорбонну в Париж, изучал английскую литературу в Тринити-колледже в Дублине, который окончил со степенью в области умственных и нравственных (mental and moral) наук в 1950 году. В 1959 году он получает докторскую степень PhD в Цюрихском университете, а также диплом аналитика от Института К. Г. Юнга, затем был назначен Директором Исследований в институте и занимал эту должность до 1969 года.
В 1970 году Хиллман стал редактором «Spring Publications», издательства посвященому продвижению архетипической психологии, а также изданию книг по мифологии, философии и искусству. Его выдающееся произведение, Re-visioning Psychology, было написано в 1975 году и номинировано на Пулитцеровскую премию. Хиллман затем помог совместно создать Даллассовский институт гуманитарных наук и культуры в 1978 году. В 1997 его книга, «Кодекс души: в поисках символа и вызов» (The Soul’s Code: In Search of Character and Calling), была в The New York Times в списке бестселлеров этого года. Его произведения и идеи о философии и психологии также были популяризованы другими авторами, такими как Томас Мур. Его опубликованные работы, эссе, рукописи, научно-исследовательские заметки и корреспонденции (по 1999) находятся в OPUS Archives and Research Center, расположенный на кампусе Pacifica Graduate Institute в Карпинтерия, Калифорния.
Умер в своём доме в Томпсоне, штат Коннектикут, в 2011 году от рака костей.
Хиллман был женат три раза, последней была Марго МакЛейн-Хиллман, которая пережила его. У него четверо детей от первого брака: Джулия, Карола, Сюзанна и Лоуренс.

## Список произведений
- Archetypal Psychology, Uniform Edition, Vol. 1 (Spring Publications, 2004)
  - Архетипическая психология. — М.: Когито-Центр, 2006. — 351 с. — (Юнгианская психология). — 2,000 экз. — ISBN 5-89353-186-8.
- City and Soul, Uniform Edition, Vol. 2 (Spring Publications, 2006)
- Senex and Puer, Uniform Edition, Vol. 3 (Spring Publications, 2006)
- A Terrible Love of War (2004)
- The Force of Character (Random House, New York, 1999)
- The Soul's Code: On Character and Calling (1997)
- Kinds of Power: A Guide to its Intelligent Uses (1995)
- Healing Fiction (1994)
- We've Had a Hundred Years of Psychotherapy - And the World's Getting Worse (with Michael Ventura) (1993)
- The Thought of the Heart and the Soul of the World (1992)
- A Blue Fire: Selected Writings of James Hillman introduced and edited by Thomas Moore (1989)
- Anima: An Anatomy of a Personified Notion (1985)
- Inter Views (with Laura Pozzo) (1983)
- The Myth of Analysis: Three Essays in Archetypal Psychology (1983a)
  - Миф анализа: Три очерка по архетипической психологии. — М.: "Когито-Центр", 2005.
- The Dream and the Underworld (1979)
  - Сновидения и Потусторонний Мир. Dream Work. Дата обращения: 4 января 2021.
- Re-Visioning Psychology (1975)
  - Пересмотр психологии. — М.: Клуб Касталия, 2017. — 320 с. — ISBN 978-5-519-60689-9.
- Loose Ends: Primary Papers in Archetypal Psychology (1975a)
- Pan and the Nightmare (1972)
- (совм. с М.-Л. фон Франц) Jung's Typology (1970)
  - Лекции по юнговской типологии. Подчинённая функция. Чувствующая функция. — М.: Б.С.К., 1998. — 198 с. — (Библиотека аналитической психологии). — 1,000 экз. — ISBN 5-88925-046-9.
  - Лекции по юнговской типологии. — Институт общегуманитарных исследований, 2017. — 196 с. — (Современная психология. Теория и практика). — ISBN 978-5-88230-200-8.
- Suicide and the Soul (1964)
  - 'Самоубийство и душа. — М.: "Когито-Центр", 2004.

### Публикации на русском языке
- Хиллман Д. Внутренний поиск. — М.: "Когито-Центр", 2004.